# Thuiaria subthuja
Thuiaria subthuja is een hydroïdpoliep uit de familie Sertulariidae. De poliep komt uit het geslacht Thuiaria. Thuiaria subthuja werd in 1947 voor het eerst wetenschappelijk beschreven door Fenyuk. 